# Liste der Gerichtsbezirke in der Steiermark

Gerichtsbezirke in der Steiermark (Jänner 2015)

Zugehörigkeit der Gerichtsbezirke zu den zwei Landesgerichten (Jänner 2015)

Diese Liste der Gerichtsbezirke in der Steiermark listet alle bestehenden sowie die ehemaligen Gerichtsbezirke im österreichischen Bundesland Steiermark auf. Von den 1849 geschaffenen 65 Gerichtsbezirken (damals inklusive der Untersteiermark) bestehen seit Juli 2014 noch 15.

## Geschichte
Die Gerichtsbezirke der Steiermark wurde durch eine 1849 beschlossene Kundmachung der Landes-Gerichts-Einführungs-Kommission geschaffen. Ursprünglich umfasste die Steiermark 65 Gerichtsbezirke, die zunächst den drei Landes- bzw. Kreisgerichten Cilli, Graz und Leoben unterstellt waren. Zu Cilli gehörten dabei 20, zu Graz 24 und zu Leoben 21 Gerichtsbezirke. Im Zuge der Trennung der politischen von der judikativen Verwaltung verloren die Gerichtsbezirke ihre administrative Rolle.
Diese wurde in der Folge von den politischen Bezirken wahrgenommen, die 1868 in der Regel aus jeweils mehreren Gerichtsbezirken gebildet wurden.
Diese administrative Gliederung blieb in der Folge bis zum Ende der Monarchie nahezu unverändert, wenngleich beispielsweise durch die Schaffung der Bezirke Gröbming und Gonobitz die Zuteilung der Gerichtsbezirke zu den politischen Bezirken leichten Änderungen unterlagen.

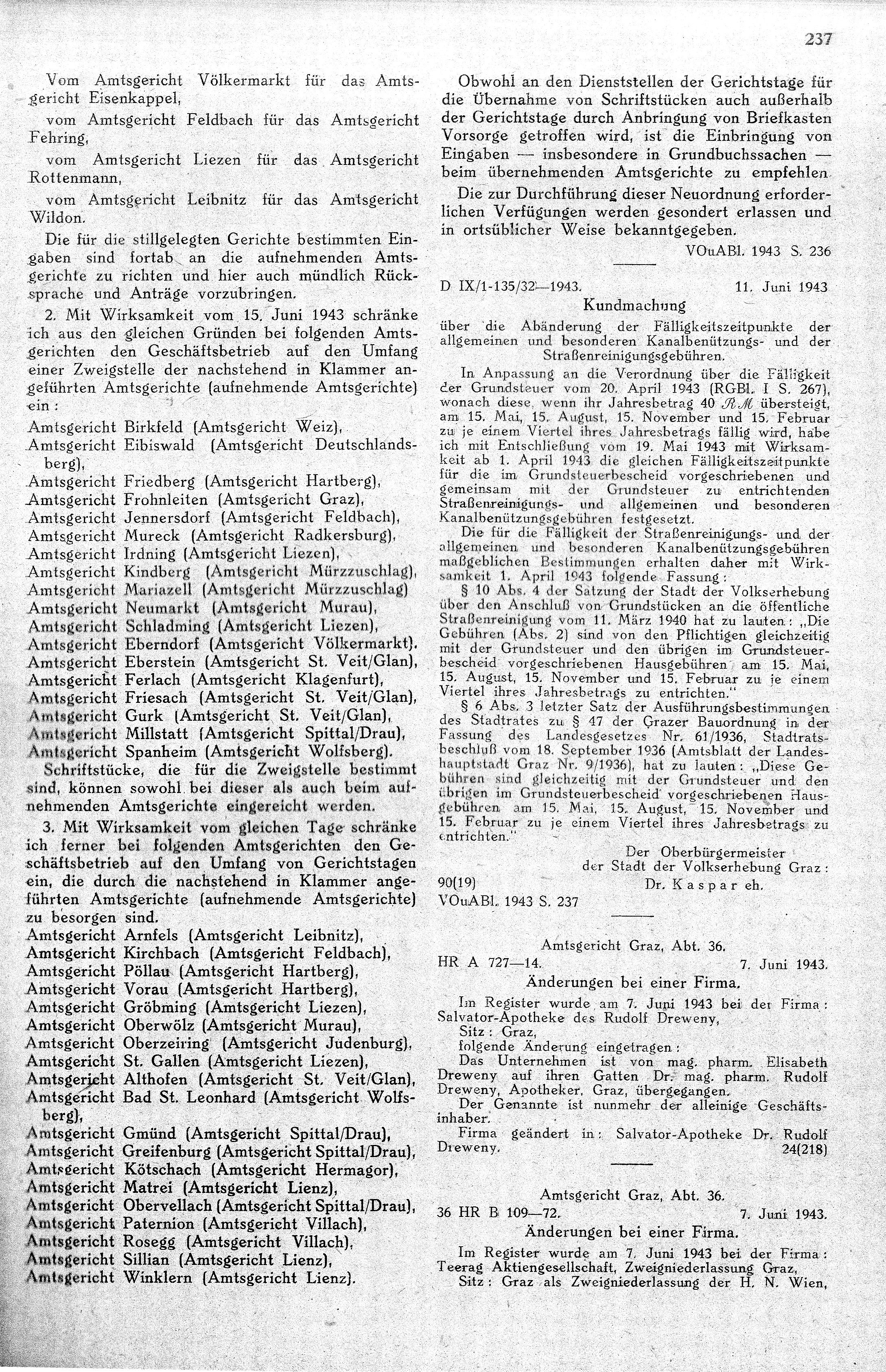
Vorübergehende Änderungen in den Gerichtssprengeln 1943 bis 1945

Im Gegensatz zur Bezirkseinteilung kam es 1898 durch die Schaffung des Kreisgerichts Marburg zu einer wesentlichen Änderung der Gerichtseinteilung. Durch die Bildung wurden aus dem Gebiet des Kreisgerichts Cilli zehn Gerichtsbezirke herausgelöst und in der Folge dem Kreisgericht Marburg unterstellt. Nach dem Ende des Ersten Weltkriegs kam es durch den Vertrag von Saint-Germain zu weiteren gravierenden Änderungen in der Gerichtsorganisation. Die Steiermark musste die Untersteiermark, d. h. die Gebiete der Kreisgerichte Cilli und Marburg mit Ausnahme geringer Anteile der Gerichtsbezirke Mahrenberg und Marburg an das Königreich Jugoslawien abtreten. Auch Teile der Gerichtsbezirke Leibnitz, Arnfels, Mureck und Radkersburg fielen an Jugoslawien.
1923 wurden erstmals drei Gerichtsbezirke aufgelöst. Ab 15. Juni 1943 waren die Bezirksgerichte Fehring, Rottenmann und Wildon stillgelegt, der Geschäftsbetrieb einiger anderer kleinerer Amtsgerichte war auf den einer Geschäftsstelle eines benachbarten Amtsgerichtes eingeschränkt, an anderen Gerichtsstandorten fanden nur mehr Amtstage statt, sodass ab damals bis 1945 Erledigungen, die den Amtssprengel solcher Gerichte betrafen, das Amtssiegel eines Nachbargerichts tragen können (z. B. an den Gerichtsstandorten Eibiswald, Wildon, Arnfels, Gröbming, Pöllau).
1945 erhielten diese Gerichte wieder den Namen Bezirksgericht und ihren vollen Kompetenzumfang.
Acht Bezirksgerichte verloren 1976 ihre Unabhängigkeit, 2002 folgte die Schließung von elf Bezirksgerichten, 2004 wurde der Gerichtsbezirk Bad Aussee aufgelöst. 2007 wurde das Gebiet des Bezirksgerichtes Graz aufgeteilt: Aus den zum Gerichtsbezirk Graz gehörenden Gemeinden des Bezirks Graz Umgebung sowie den Grazer Stadtbezirken I.-III. und VI.-XII. wurden der Gerichtsbezirk Graz-Ost und aus den Grazer Stadtbezirken IV.-V. und XIII.-XVII. der Gerichtsbezirk Graz-West gebildet.
Am 1. Juli 2013 wurden die Gerichtsbezirke Frohnleiten, Hartberg, Irdning und Knittelfeld aufgelöst, am 1. Juli 2014 folgten die Gerichtsbezirke Bad Radkersburg, Gleisdorf und Stainz.
Aufgrund der Veränderungen im Rahmen der Gemeindestrukturreform in der Steiermark wurde mit Wirkung ab 1. Jänner 2015 der Zuständigkeitsbereich der Bezirksgerichte in der Steiermark neu verlautbart. Das war notwendig, weil einige neu entstehende Gemeinden sich aus früheren Gemeinden zusammensetzen, die in verschiedenen Bezirken lagen und eine Reihe neuer Gemeinden auch neu eingeführte Namen tragen (z. B. die Gemeinde Schwarzautal). Die Veränderungen sind in der Bezirksgerichte-Verordnung Steiermark 2015 zusammengefasst.

## Gerichtsbezirke ab 1919

### Bestehende Gerichtsbezirke
Die Tabelle enthält im Einzelnen folgende Informationen:
Die Tabelle enthält im Einzelnen folgende Informationen:
| GRKZ:               | Gerichtsbezirkskennziffer (lt. Statistik Austria)                                         |
| Gerichtsbezirk:     | Name des Gerichtsbezirkes                                                                 |
| Landesgericht:      | Landesgericht, dem das Bezirksgericht unterstellt ist                                     |
| Politischer Bezirk: | Politische(r) Bezirk(e), in dem der Gerichtsbezirk liegt                                  |
| Bevölkerung:        | Zahl der gemeldeten Bewohner mit Hauptwohnsitz im jeweiligen Gerichtsbezirk (Stand: 2017) |
| Fläche:             | Fläche der Gerichtsbezirke in km² (Stand: 2016)                                           |

| GRKZ | Gerichtsbezirk   | Landesgericht | Politische(r) Bezirk(e) | Bevölkerung | Fläche   |
| ---- | ---------------- | ------------- | ----------------------- | ----------- | -------- |
| 6211 | Bruck an der Mur | Leoben        | Bruck-Mürzzuschlag      | 61.316      | 1.306,33 |
| 6031 | Deutschlandsberg | Graz          | Deutschlandsberg        | 60.808      | 864,02   |
| 6231 | Feldbach         | Graz          | Südoststeiermark        | 86.044      | 1.009,44 |
| 6221 | Fürstenfeld      | Graz          | Hartberg-Fürstenfeld    | 90.539      | 1.227,59 |
| 6011 | Graz-Ost         | Graz          | Graz, Graz-Umgebung     | 262.071     | 602,45   |
| 6012 | Graz-West        | Graz          | Graz, Graz-Umgebung     | 172.898     | 611,38   |
| 6201 | Judenburg        | Leoben        | Murtal                  | 72.842      | 1.675,78 |
| 6101 | Leibnitz         | Graz          | Leibnitz                | 81.748      | 726,96   |
| 6112 | Leoben           | Leoben        | Leoben                  | 60.943      | 1.052,18 |
| 6124 | Liezen           | Leoben        | Liezen                  | 57.192      | 2.362,36 |
| 6141 | Murau            | Leoben        | Murau                   | 28.164      | 1.384,12 |
| 6212 | Mürzzuschlag     | Leoben        | Bruck-Mürzzuschlag      | 38.518      | 848,47   |
| 6126 | Schladming       | Leoben        | Liezen                  | 22.819      | 952,88   |
| 6161 | Voitsberg        | Graz          | Voitsberg               | 51.636      | 679,22   |
| 6173 | Weiz             | Graz          | Weiz                    | 89.760      | 1.097,86 |

### Nach 1919 aufgelöste Gerichtsbezirke
Die Tabelle enthält im Einzelnen folgende Informationen:
| Gerichtsbezirk:     | Name des Gerichtsbezirkes                                                        |
| Landesgericht:      | Landesgericht, dem das Bezirksgericht unterstellt war                            |
| Politischer Bezirk: | damaliger politischer Bezirk, in dem der Gerichtsbezirk lag                      |
| Auflösung:          | Datum, mit dem die Auflösung des Gerichtsbezirkes rechtswirksam wurde            |
| Zugewiesen zu:      | Gerichtsbezirk, dem das Gebiet des aufgelösten Gerichtsbezirkes zugewiesen wurde |

| Gerichtsbezirk          | Landesgericht | Politischer Bezirk bei Auflösung | Auflösung    | Zugewiesen zu    |
| ----------------------- | ------------- | -------------------------------- | ------------ | ---------------- |
| Aflenz                  | Leoben        | Bruck an der Mur                 | 1. Juni 1923 | Bruck an der Mur |
| Arnfels                 | Graz          | Leibnitz                         | 1. Okt. 1976 | Leibnitz         |
| Bad Aussee              | Leoben        | Liezen                           | 1. Jän. 2004 | Irdning          |
| Bad Radkersburg         | Graz          | Südoststeiermark                 | 1. Juli 2014 | Feldbach         |
| Birkfeld                | Graz          | Weiz                             | 1. Juli 2002 | Weiz             |
| Eibiswald               | Graz          | Deutschlandsberg                 | 1. Juli 2002 | Deutschlandsberg |
| Eisenerz                | Leoben        | Leoben                           | 1. Juli 2002 | Leoben           |
| Fehring                 | Graz          | Feldbach                         | 1. Okt. 1976 | Feldbach         |
| Friedberg               | Graz          | Hartberg                         | 1. Okt. 1976 | Hartberg         |
| Frohnleiten             | Graz          | Graz-Umgebung                    | 1. Juli 2013 | Graz-West        |
| Gleisdorf               | Graz          | Weiz                             | 1. Juli 2014 | Weiz             |
| Gröbming                | Leoben        | Liezen                           | 1. Juli 2002 | Schladming       |
| Hartberg                | Graz          | Hartberg-Fürstenfeld             | 1. Juli 2013 | Fürstenfeld      |
| Irdning                 | Leoben        | Liezen                           | 1. Juli 2013 | Liezen           |
| Kindberg                | Leoben        | Mürzzuschlag                     | 1. Juli 2002 | Mürzzuschlag     |
| Kirchbach in Steiermark | Graz          | Feldbach                         | 1. Okt. 1976 | Feldbach         |
| Knittelfeld             | Leoben        | Murtal                           | 1. Juli 2013 | Judenburg        |
| Mariazell               | Leoben        | Bruck an der Mur                 | 1. Juli 2002 | Bruck an der Mur |
| Mautern                 | Leoben        | Leoben                           | 1. Juni 1923 | Leoben           |
| Mureck                  | Graz          | Radkersburg                      | 1. Juli 2002 | Bad Radkersburg  |
| Neumarkt in Steiermark  | Leoben        | Murau                            | 1. Juli 2002 | Murau            |
| Obdach                  | Leoben        | Judenburg                        | 1. Juni 1923 | Judenburg        |
| Oberwölz                | Leoben        | Murau                            | 1. Juli 2002 | Murau            |
| Oberzeiring             | Leoben        | Judenburg                        | 1. Okt. 1976 | Judenburg        |
| Pöllau                  | Graz          | Hartberg                         | 1. Okt. 1976 | Hartberg         |
| Rottenmann              | Leoben        | Liezen                           | 1. Juli 2002 | Liezen           |
| Sankt Gallen            | Leoben        | Liezen                           | 1. Okt. 1976 | Liezen           |
| Stainz                  | Graz          | Deutschlandsberg                 | 1. Juli 2014 | Deutschlandsberg |
| Vorau                   | Graz          | Hartberg                         | 1. Okt. 1976 | Hartberg         |
| Wildon                  | Graz          | Leibnitz                         | 1. Juli 2002 | Leibnitz         |

## Gerichtsbezirke zwischen 1849 und 1919

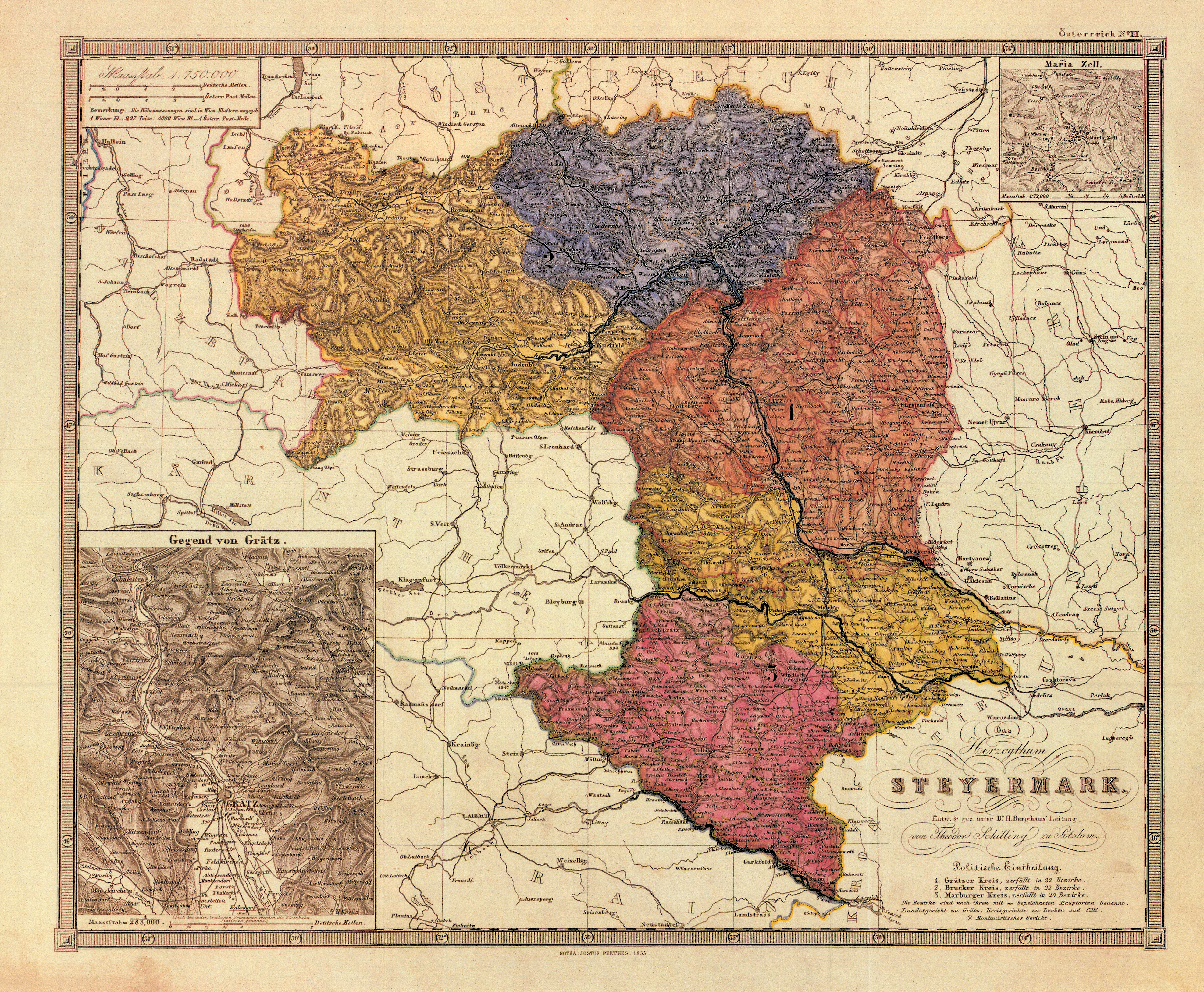
Gerichtsbezirke im Herzogthum Steyermark (1855)

Die Tabelle enthält im Einzelnen folgende Informationen:
| Gerichtsbezirk:        | Name des Gerichtsbezirkes. Soweit vorhanden mit dem Zusatz der slowenischen Namensform.                                   |
| Landesgericht:         | Landesgericht, dem das Bezirksgericht zuletzt unterstellt war                                                             |
| Politischer Bezirk:    | damaliger politischer Bezirk, in dem der Gerichtsbezirk lag. Soweit vorhanden mit dem Zusatz der slowenischen Namensform. |
| Zugehörigkeit ab 1919: | Zugehörigkeit der Gebiete des Gerichtsbezirks nach dem Ersten Weltkrieg (im Vertrag von Saint Germain geregelt)           |
| Einwohner:             | Zahl der Einwohner im jeweiligen Gerichtsbezirk (Stand: 1910)                                                             |
| Fläche:                | Fläche des Gerichtsbezirks in km² (Stand: 1910)                                                                           |

| Gerichtsbezirk                                                  | Landes- gericht | Politischer Bezirk bei Auflösung | Zugehörigkeit ab 1919 | Einwohner (Stand: 1910) | Fläche km² (1910) |
| --------------------------------------------------------------- | --------------- | -------------------------------- | --------------------- | ----------------------- | ----------------- |
| Aflenz                                                          | Leoben          | Bruck an der Mur                 | Österreich            | 07.298                  | 355,67            |
| Arnfels                                                         | Graz            | Leibnitz                         | Ö (Großteil) / YU     | 17.163                  | 229,01            |
| Bad Aussee                                                      | Leoben          | Gröbming                         | Österreich            | 10.283                  | 469,16            |
| Birkfeld                                                        | Graz            | Weiz                             | Österreich            | 14.495                  | 385,81            |
| Bruck an der Mur                                                | Graz            | Bruck an der Mur                 | Österreich            | 30.609                  | 537,70            |
| Cilli/Celje                                                     | Cilli           | Cilli/Celje                      | Jugoslawien           | 49.379                  | 449,88            |
| Deutschlandsberg                                                | Graz            | Deutschlandsberg                 | Österreich            | 20.107                  | 371,00            |
| Drachenburg/Kozje                                               | Cilli           | Rann/Brežice                     | Jugoslawien           | 18.300                  | 250,46            |
| Eibiswald                                                       | Graz            | Deutschlandsberg                 | Österreich            | 15.144                  | 199,11            |
| Eisenerz                                                        | Leoben          | Leoben                           | Österreich            | 10.135                  | 248,61            |
| Fehring                                                         | Graz            | Feldbach                         | Österreich            | 15.967                  | 170,69            |
| Feldbach                                                        | Graz            | Feldbach                         | Österreich            | 33.402                  | 364,76            |
| Franz/Vransko                                                   | Cilli           | Cilli/Celje                      | Jugoslawien           | 11.234                  | 185,31            |
| Friedau/Ormož                                                   | Marburg         | Pettau/Ptuj                      | Jugoslawien           | 20.792                  | 223,38            |
| Friedberg                                                       | Graz            | Hartberg                         | Österreich            | 09.118                  | 200,11            |
| Frohnleiten                                                     | Graz            | Graz Umgebung                    | Österreich            | 16.446                  | 407,54            |
| Fürstenfeld                                                     | Graz            | Feldbach                         | Österreich            | 21.674                  | 251,95            |
| Gleisdorf                                                       | Graz            | Weiz                             | Österreich            | 27.579                  | 310,35            |
| Gonobitz/Konjice                                                | Cilli           | Gonobitz/Konjice                 | Jugoslawien           | 22.137                  | 352,40            |
| Graz                                                            | Graz            | Graz                             | Österreich            | 151.781                 | 021,59            |
| Graz Umgebung                                                   | Graz            | Graz Umgebung                    | Österreich            | 89.600                  | 758,98            |
| Gröbming                                                        | Leoben          | Gröbming                         | Österreich            | 05.848                  | 506,94            |
| Hartberg                                                        | Graz            | Hartberg                         | Österreich            | 27.250                  | 361,34            |
| Irdning                                                         | Leoben          | Gröbming                         | Österreich            | 08.109                  | 476,87            |
| Judenburg                                                       | Leoben          | Judenburg                        | Österreich            | 32.043                  | 420,05            |
| Kindberg                                                        | Leoben          | Mürzzuschlag                     | Österreich            | 21.440                  | 373,91            |
| Kirchbach                                                       | Graz            | Feldbach                         | Österreich            | 15.013                  | 200,39            |
| Knittelfeld                                                     | Leoben          | Judenburg                        | Österreich            | 23.910                  | 578,22            |
| Leibnitz                                                        | Graz            | Leibnitz                         | Ö (Großteil) / YU     | 32.038                  | 311,47            |
| Leoben                                                          | Leoben          | Leoben                           | Österreich            | 47.852                  | 520,79            |
| Lichtenwald/Sevnica                                             | Cilli           | Rann/Brežice                     | Jugoslawien           | 11.541                  | 158,37            |
| Liezen                                                          | Leoben          | Liezen                           | Österreich            | 07.941                  | 426,07            |
| Luttenberg/Ljutomer                                             | Marburg         | Luttenberg/Ljutomer              | Jugoslawien           | 14.676                  | 172,91            |
| Mahrenberg/Radlje ob Dravi                                      | Cilli           | Windischgraz/ Slovenji Gradec    | Ö / YU (Großteil)     | 15.239                  | 345,03            |
| Marburg/Maribor                                                 | Marburg         | Marburg/Maribor                  | Ö / YU (Großteil)     | 84.908                  | 704,93            |
| Mariazell                                                       | Leoben          | Bruck an der Mur                 | Österreich            | 07.168                  | 437,99            |
| Mautern                                                         | Leoben          | Leoben                           | Österreich            | 06.722                  | 325,20            |
| Murau                                                           | Leoben          | Murau                            | Österreich            | 11.610                  | 734,22            |
| Mureck/Murek                                                    | Graz            | Radkersburg/Radgona              | Ö (Großteil) / YU     | 23.273                  | 291,26            |
| Mürzzuschlag                                                    | Leoben          | Mürzzuschlag                     | Österreich            | 20.879                  | 450,45            |
| Neumarkt                                                        | Leoben          | Murau                            | Österreich            | 10.474                  | 346,04            |
| Obdach                                                          | Leoben          | Judenburg                        | Österreich            | 04.380                  | 180,29            |
| Oberburg/Gornji Grad                                            | Cilli           | Cilli/Celje                      | Jugoslawien           | 15.296                  | 509,03            |
| Oberradkersburg/ Gornja Rodgona                                 | Marburg         | Luttenberg/Ljutomer              | Jugoslawien           | 12.840                  | 143,14            |
| Oberwölz                                                        | Leoben          | Murau                            | Österreich            | 05.455                  | 304,86            |
| Oberzeiring                                                     | Leoben          | Judenburg                        | Österreich            | 05.999                  | 496,52            |
| Pettau/Ptuj                                                     | Marburg         | Pettau/Ptuj                      | Jugoslawien           | 53.645                  | 610,76            |
| Pöllau                                                          | Graz            | Hartberg                         | Österreich            | 10.864                  | 176,87            |
| Radkersburg/Radgona                                             | Graz            | Radkersburg/Radgona              | Ö (Großteil) / YU     | 15.956                  | 158,30            |
| Rann/Brežice                                                    | Cilli           | Rann/Brežice                     | Jugoslawien           | 20.488                  | 204,66            |
| Rohitsch/Rogatec                                                | Cilli           | Pettau/Ptuj                      | Jugoslawien           | 12.199                  | 152,77            |
| Rottenmann                                                      | Leoben          | Liezen                           | Österreich            | 11.466                  | 381,15            |
| Schladming                                                      | Leoben          | Gröbming                         | Österreich            | 07.519                  | 424,74            |
| Schönstein/Šoštanj                                              | Cilli           | Windischgraz/ Slovenji Gradec    | Jugoslawien           | 14.546                  | 214,60            |
| St. Gallen                                                      | Leoben          | Liezen                           | Österreich            | 07.547                  | 589,98            |
| St. Leonhard in Windischbühel Sveti Lenart v Slovenskih Goricah | Marburg         | Marburg/Maribor                  | Jugoslawien           | 17.676                  | 207,63            |
| St. Marein bei Erlachstein Šmarje pri Jelšah                    | Cilli           | Cilli/Celje                      | Jugoslawien           | 17.740                  | 198,19            |
| Stainz                                                          | Graz            | Deutschlandsberg                 | Österreich            | 16.590                  | 231,81            |
| Tüffer/Laško                                                    | Cilli           | Cilli/Celje                      | Jugoslawien           | 30.644                  | 307,65            |
| Voitsberg                                                       | Graz            | Voitsberg                        | Österreich            | 40.896                  | 675,22            |
| Vorau                                                           | Graz            | Hartberg                         | Österreich            | 08.319                  | 250,89            |
| Weiz                                                            | Graz            | Weiz                             | Österreich            | 23.275                  | 362,41            |
| Wildon                                                          | Graz            | Leibnitz                         | Österreich            | 16.698                  | 202,70            |
| Windischfeistritz/ Slovenska Bistrica                           | Marburg         | Marburg/Maribor                  | Jugoslawien           | 19.907                  | 280,51            |
| Windischgraz/ Slovenji Gradec                                   | Cilli           | Windischgraz/ Slovenji Gradec    | Jugoslawien           | 13.635                  | 274,64            |